# Grunta

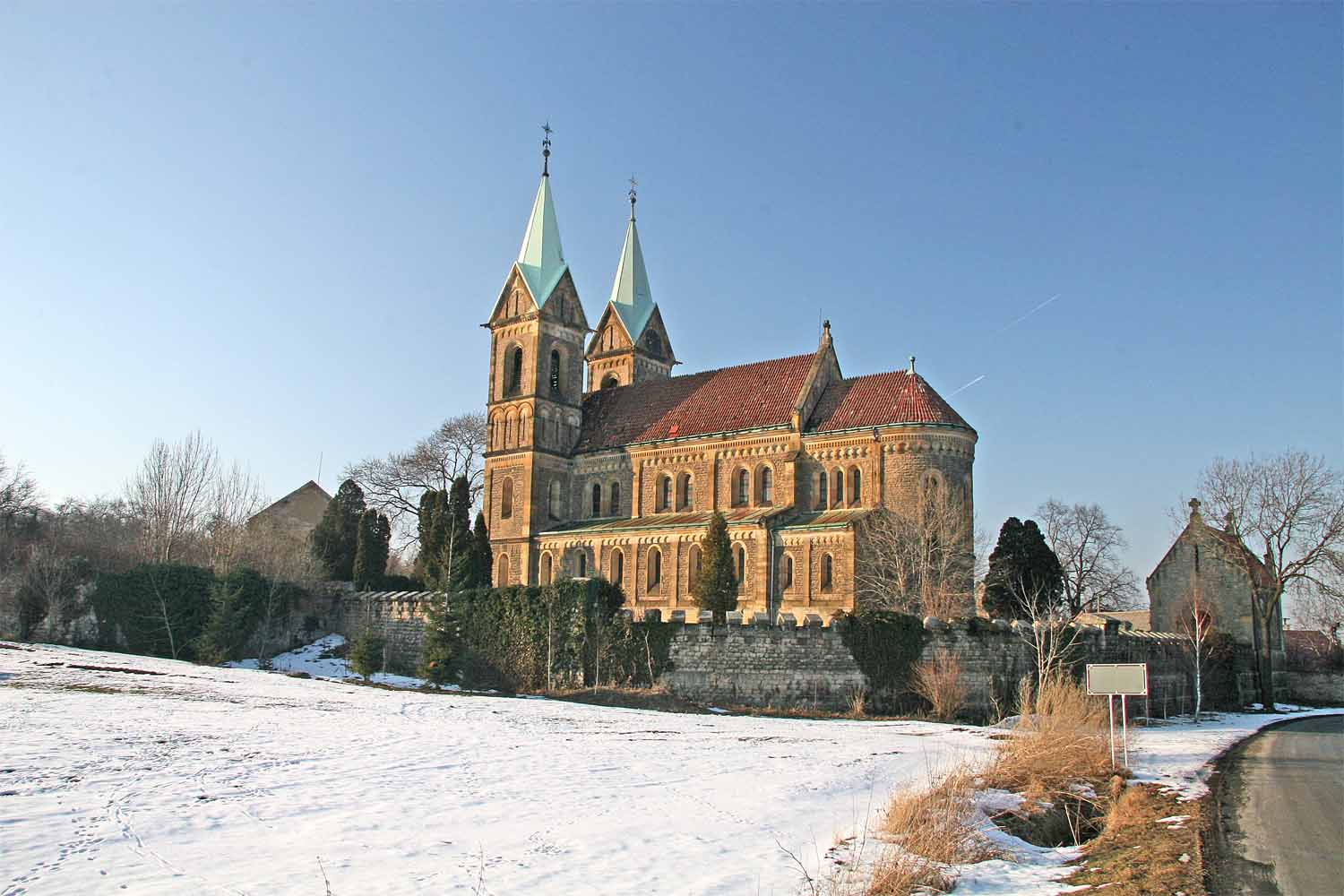
Kirche Mariä Himmelfahrt

Grunta (deutsch Grund) ist eine Gemeinde in Tschechien. Sie liegt drei Kilometer nördlich des Stadtzentrums von Kutná Hora und gehört zum Okres Kolín. Das Dorf war eines der Zentren des mittelalterlichen Montanwesens um Kuttenberg.

## Geographie
Grunta befindet sich in einem Talkessel auf der Kutnohorská plošina (Kuttenberger Hochfläche). Östlich erhebt sich der Kaňk (353 m n.m.), im Südosten der Sukov (336 m n.m.), südlich der Velký Kuklík (356 m n.m.) und im Südwesten der Malý Kuklík (359 m n.m.). Das Dorf wird von begrünten Schlackenhalden der früheren Silberschmelzhütte und Haldenzügen des Altbergbaus umgeben.
Nachbarorte sind Libenice im Norden, Skalka im Nordosten, Kaňk im Osten, Sedlec und Šipší im Südosten, Hlouška, Žižkov und Přítoky im Süden, Miskovice und Suchdol im Südwesten, Hořany im Westen sowie Dolany, Čertovka und Hluboký Důl im Nordwesten.

## Geschichte
Der Bergflecken Grund wurde wahrscheinlich in der Mitte des 13. Jahrhunderts auf den Fluren des zum Zisterzienserklosters Sedletz gehörigen Dorfes Libenice durch deutsche Bergleute angelegt. Sie hatten in der Gegend eine reiche Silbererzlagerstätte erschürft und die ersten Gruben angelegt. In den 1270er Jahren erreichte der Grunder Bergbau eine große Blüte, auch auf dem Hügel „Gutglück“ (Kuklík) hatten ca. 300 Bergleute ihre Häuser errichtet. In dieser Zeit wurde in Grund auch eine Mariä Heimsuchung geweihte Pfarrkirche für die Kuttenberger und Grunder Bergleute errichtet. Der Überlieferung nach soll König Ottokar II. Přemysl im Jahre 1278 vor der Schlacht auf dem Marchfeld auf den Gutglück geritten sein und Soldaten angeworben haben, worauf sich ihm 500 Bergleute anschlossen. Dadurch verließen die meisten der deutschen Bergleute die Gegend, und der Bergbau kam zum Erliegen. Nachdem zu Beginn der Regentschaft König Wenzels II. in Grund sowie auf dem Gang (Kaňk), dem Spitzberg (Špicberk) und bei Malín neue Silbererz führende Gänge aufgefunden wurden, erlebte der Bergbau eine neue Blütezeit.
Die erste schriftliche Erwähnung der Bergsiedlung „Vallis Beatae Mariae“ (Marienthal) erfolgte in einer Vertragsurkunde vom 13. Mai 1305, in der die bei der Kirche bergbauenden Kuttenberger Bürger Niklas Pirkner, Johann von Rosenthal und Ratmír Čáslavský vier Huben Feld an Heinrich Grosch, gleichfalls Bürger in Kuttenberg, zur Anlegung eines neuen Stollns – des Gutglück Erbstolln – überließen. In weiteren Urkunden aus dieser Zeit wurde die Siedlung Vallis s. Marie, Vallis Virginis, Údolí, Důl Panny Marie bzw. Mariánské údolí genannt. Das gewonnene Erz wurde in Grund aufbereitet und verhüttet. Betreiber der Silberschmelzhütte, in der neben den Erzen vom Gutglück auch Erze aus anderen Kuttenberger Revieren, insbesondere vom Gang ausgeschmolzen, waren Kuttenberger Erzkäufer (erckaféř). Der Betrieb der Blasbälge erfolgte mit Pferdekraft, außerdem wurde das Wasser aus dem Gutglück Stolln benutzt. In der Mitte des 14. Jahrhunderts wurden die deutschen Namen Grunth bzw. Grunth in Mariae verwendet, später nur noch Grunth oder Grund. Der letzte Pfarrer in Grund wurde 1384 erwähnt. Später wurde die Pfarrei aufgehoben und die Kirche zur Filialkirche der Pfarrei Kuttenberg. Im Jahre 1396 kaufte König Wenzel IV. das Dorf Grunth auf Lebenszeit. Nach der Zerstörung des Klosters durch die Hussiten wechselten sich nach 1422 verschiedene Adlige, darunter Erkinger von Seinsheim, Bohuš Kostka von Postupitz und Johann d. Ä. Trčka von Lípa als Besitzer von Grunth ab.  Die erste und ergiebigste Periode des Gutglücker Bergbaus endete im 15. Jahrhundert.
Im Jahre 1540 erwarb die bedeutsame Kuttenberger Patrizierfamilie Smíškový von Vrchoviště das Gut und den Hof Libenice sowie das Dorf Grund. Sie machten Libenice zu ihrem Sitz und nannten sich fortan Libenický von Vrchoviště. König Rudolf II. kaufte das Dorf im Jahre 1593 und schlug es der Kammerherrschaft Kolín zu. Im Jahre 1611 überließ der neue König Matthias II. die Herrschaft Kolín Wenzel Graf Kinsky als Dankgeschenk für die Unterstützung beim Sturz seines Bruders Rudolf II. Nicht inbegriffen war dabei Libenice, das Matthias II. seinem Hauptmann Martin Wilhein von Wustenow überschrieb. Dieser überließ Grund an Mikuláš Dačický von Heslov. In Folge der erneuten Einstellung des Bergbaus war Grund weitgehend verlassen; im Jahre 1612 zerstörte ein Großfeuer das aus einem Anspanner (potažník) und fünf Viertellahnern (podsedek) bestehende Dorf. Matthias II. kaufte Grund 1616 wieder zurück. In der Zeit nach der Schlacht am Weißen Berg übernahmen die Kuttenberger Jesuiten die Betreuung der Kirche in Grund. 1628 wurde Grund zusammen mit der Kammerherrschaft Kolín an die Kammerherrschaft Podiebrad angeschlossen. In der berní rula von 1654 sind ein Bauer und fünf Podsedeken aufgeführt. Im Jahre 1762 wurde die Kirche der Jungfrau Maria zur Filialkirche der Pfarrei in Gang.
Bei der Einführung der Hausnummerierung im Jahre 1777 bestand Grund aus elf Häusern. Auf der Grundlage des Josephinischen Toleranzpatents bekannten sich 1782 24 Einwohner zur Helvetischen Konfession, ihre Kirchgemeinde war in Močovice. Im Jahre 1798 hatte das Dorf 86 Einwohner. Seit dem Übergang vom 18. zum 19. Jahrhundert wird der tschechisierte Ortsname Grunta verwendet. Obwohl die Kirche in Grund mit einem reichen Fonds ausgestattet war, wurde nichts zu ihrer Erhaltung getan. Die unterlassenen Reparaturen führten zum Einsturz des desolaten Bauwerkes, das daraufhin bis auf dem Turm abgebrochen werden musste. Kaiser Franz I. ließ zwischen 1815 und 1818 am Platz der früheren Kirche eine Begräbniskapelle mit Sakristei und dem erhaltenen Kirchturm errichten; aus der alten Kirche wurden die Grabsteine des Časlauer Kreishauptmanns Jan Libenický von Vrchoviště auf Libenice und Jeníkov († 1589) und der Anna von Libenice († 1596) übertragen.
Im Jahre 1843 bestand das im Kauřimer Kreis gelegene Rustikaldorf Grunta aus 18 Häusern, in denen 156 Personen, darunter vier protestantische und eine jüdische Familie lebten. Im Ort gab es eine Leichenkapelle und ein Wirtshaus. Pfarr- und Schulort war Gang, der Amtsort war Kaisersdorf. Im März 1845 endete der Bergbau bei Grunta. Bis zur Mitte des 19. Jahrhunderts blieb Grunta der Herrschaft Kolin untertänig.
Nach der Aufhebung der Patrimonialherrschaften bildete Grunta ab 1849 einen Ortsteil der Gemeinde Libenice im Gerichtsbezirk Kolin. Seit dieser Zeit beantragten die Einwohner der Dörfer Grunta, Čertovka, Dolany, Hořany und Libenice mehrmals erfolglos die Wiedererrichtung der Kirche in Grunta und die Einrichtung einer Pfarrei. Ab 1868 gehörte das Dorf zum Bezirk Kolin. 1869 hatte Grunta 145 Einwohner und bestand aus 21 Häusern. Gehör fand die Gruntaer Kirchenangelegenheit schließlich bei Bischof Eduard Jan Brynych; er ließ am 1. August 1900 einen Pfarrer in Grunta einsetzen. 1901 wurde das neue repräsentative Pfarrhaus fertiggestellt. Das Vermögen des Grunder Kirchenfonds belief sich zu dieser Zeit bei 250.000 österreichischen Gulden. Im Jahre 1900 lebten in Grunta 141 Menschen, 1910 waren es 140. Zwischen 1905 und 1908 erfolgte der aus dem Kirchenfonds finanzierte Bau der neuen Kirche Mariä Himmelfahrt. 1919 wurde die Bezirksstraße nach Kutná Hora an Schotterstraße angelegt, asphaltiert wurde sie erst 1966. 1928 erfolgte die Elektrifizierung des Dorfes.
1930 hatte Grunta 115 Einwohner und bestand aus 32 Häusern. 1949 wurden das Pfarrhaus und das Vermögen der Kirche konfisziert. Bis zum Beginn der 1950er Jahre fanden in Grunta zu Mariä Heimsuchung Wallfahrten statt, die Pilgerzüge erfolgten von Kaňk, früher auch von Starý Kolín aus. Mit Beginn des Jahres 1992 löste sich Grunta von Libenice los und bildete eine eigene Gemeinde. Beim Zensus von 2001 lebten in den 38 Häusern von Grunta 86 Personen.

## Bergbau im Gutglücker Revier
Am Gutglück wurden insgesamt ca. 100.000 Erz gewonnen. In dem Revier bestanden 200–250 zumeist Kleinstgruben, die in der Regel maximale Teufen bis zu 80 m erreichten. Lediglich bei den reichsten Anbrüchen erfolgten Abbaue bis in 100–120 m Teufe, vereinzelt bis in 150–180 m.
Die erste und ergiebigste Periode des Gutglücker Bergbaus begann in der Mitte des 13. Jahrhunderts und endete im 15. Jahrhundert, in dieser Zeit wurde 80 % der gesamte Silberausbeute gemacht und der Gutglück Erbstolln vollendet.
Der Bergbau wurde in der Mitte des 16. Jahrhunderts wieder aufgenommen und die alten Gruben wieder ertüchtigt. Noch vor dem Dreißigjährigen Krieg endete die zweite Bergbauperiode wegen Unrentabilität der Gruben.
Zum Ende des 18. Jahrhunderts begann die dritte Bergbauperiode am Gutglück, bei der die Aufsuchung neuer Silbererzvorkommen forciert wurde. Das recht planlose Vorgehen führt nur zu einer Untersuchung eines geringen Teils der Lagerstätte und endete als Misserfolg. 1845 wurde der Bergbau bei Grund endgültig eingestellt.

## Sehenswürdigkeiten
- pseudoromanische Kirche Mariä Himmelfahrt, erbaut 1905–1908 nach Plänen von Rudolf und Jaroslav Vomáčka aus Horschitzer Sandstein. Gegenüber den ursprünglichen Plänen, die einen mächtigen Bau im Stile einer Basilika vorsahen, kam eine verkleinerte Form zur Ausführung. Die Jugendstilgemälde schuf das Malerehepaar František Urban und Marie Urbanová-Zahradnická. Eines der farbigen Glasfenster ist Jan Kubelík gewidmet, dem als Besitzer der Grundherrschaft Kolín die Patronatrechte zustanden. Die Innenausstattung wurde von Josef Kastner und Kamil Hilbert entworfen. Die Orgel ist ein Werk der Orgelbauwerkstatt Mölzer aus Kutná Hora. Als Reliquie erhielt die Kirche Fragmente vom Schädel des hl. Prokop von Sázava. Die Baukosten trug der Grunder Kirchenfonds. Aus dem Vorgängerbau übernommen wurden die drei Renaissancegrabsteine der Herren Libenický von Vrchoviště und eine in der zweiten Hälfte des 15. Jahrhunderts von Ondřej Ptáček aus Kutná Hora gegossene Glocke. Die Weihe erfolgte am 24. Mai 1914 durch Bischof Josef Doubrava. Der spätere Staatspräsident Antonín Zápotocký arbeitete als Steinmetzlehrling bei dem Kirchenbau mit. Nach dem Machtübernahme durch die Kommunisten wurde 1949 der Kirchenfonds in Volkseigentum überführt. Später wurde die Kirche ausgeplündert und die Möbel veräußert, die Reliquie verschwand.
- Ehemaliges Pfarrhaus, der zwischen 1900 und 1901 errichtete Neorenaissancebau dient heute als Bauernhaus.
- Gutglück Erbstolln (Kuklická dědičná štola), der zwei Kilometer lange Stolln gehört zu den ältesten Berggebäuden im Kuttenberger Revier und diente neben der Entwässerung auch der Wetterhaltung in den Gruben am Kuklík.  Er führt von Grunta unter dem Kuklík hindurch bis zu den Vlčí hory. Sein eigentliches Mundloch lag 50 m oberhalb von Grunta und ist heute bedeckt, er bildet im Dorf einen Brunnen und speist den Teich in der Ortsmitte.
- Schlackenhalden aus dem 14.–16. Jahrhundert, sie erstrecken sich hauptsächlich südlich des Dorfes in Terrassen ringförmig um die Straße nach Kutná Hora sowie in den Ortslagen Na Škvarách und Na Obci. Im 19. Jahrhundert wurden die auf insgesamt 100.000–120.000 t Schlacken geschätzten Halden z. Teil für den Straßen- und Wegebau verwendet. Heute sind sie mit ca. 1 m landwirtschaftlichen Boden bedeckt.
- Nördliche Runde des Bergbaulehrpfads Silbersteig (Stříbrná stezka – severní okruh), sie führt am Denkmal des Bergarbeiteraufstandes auf dem Gang über Grunta zu den Halden und Pingen im nordöstlichen Teil des Gutglück